# Jur nad Hronom
Jur nad Hronom é um município da Eslováquia, situado no distrito de Levice, na região de Nitra. Tem 15,19 km² de área e sua população em 2018 foi estimada em 952 habitantes.

## Demografia
| Ano:        | 1994 | 2004   | 2014   | 2024   |
| ----------- | ---- | ------ | ------ | ------ |
| Broj ljudi: | 939  | 944    | 954    | 984    |
| Razlika:    |      | +0,53% | +1,05% | +3,14% |

| Ano:               | 2023 | 2024   |
| ------------------ | ---- | ------ |
| Número de pessoas: | 985  | 984    |
| Diferença:         |      | -0,10% |